# گالادریل
گالادریل (به انگلیسی: Galadriel) شخصیتی است که به‌دست جی. آر. آر. تالکین در نوشتارهای سرزمین میانه پدید آمد. او در ارباب حلقه‌ها، سیلماریلیون و افسانه‌های ناتمام ظاهر شده‌است.
گالادریل الفی سلطنتی از خاندان‌های نولدور و تلری و نوهٔ پادشاهان فینوه و اولوه است. او در زمان شورش نولدور رهبر بود و در دوران اول که مهاجرت کند در والینور حضور داشت. در اواخر اقامت در سرزمین میانه، او با شوهرش کلبورن، حاکم مشترک لوتلورین بود. او در آنجا به بانوی لورین، بانوی گالادریم، بانوی نور، یا بانوی چوب زرین شناخته شد. دخترش کلبریان، همسر الروند و مادر آرون، الادان و الروهیر بود. تالکین گالادریل را «نیرومندترین و منصفانه‌ترین الف‌هایی که در سرزمین میانی باقی مانده‌اند» (پس از مرگ گیل-گالاد) و «بزرگ‌ترین زنان الف» توصیف می‌کند.
گالادریل این توانایی را داشت که به ذهن دیگران نگریسد تا آن‌ها را منصفانه قضاوت کند. او اغلب زیباترین الف‌ها، چه در آمان و چه در سرزمین میانه توصیف شده‌است. بارزترین ویژگی گالادریل موهای زیبای نقره‌ای-طلایی او بود. الف‌های تیریون گفتند که درخشش موهایش دو درخت والینور را نمایان می‌کند. دونداین قد او را در حدود ۱۹۳ سانتی‌متر تخمین زده‌است.
ترانه‌سرایان مدرن ترانه‌هایی را در مورد گالادریل ساخته‌اند. شعر کوئنیای تالکین به نام "Namárië" توسط دونالد سوان موسیقی متن شده‌است. گالادریل هم در فیلم‌های انیمیشن و هم در لایو اکشن‌ها حضور داشته‌است. در مجموعه‌فیلم‌های ارباب حلقه‌ها و هابیت، کیت بلانشت او را به تصویر کشیده‌است. نقش گالادریل را مورفید کلارک در ارباب حلقه‌ها: حلقه‌های قدرت ایفا کرده‌است.

## زندگی‌نامه داستانی

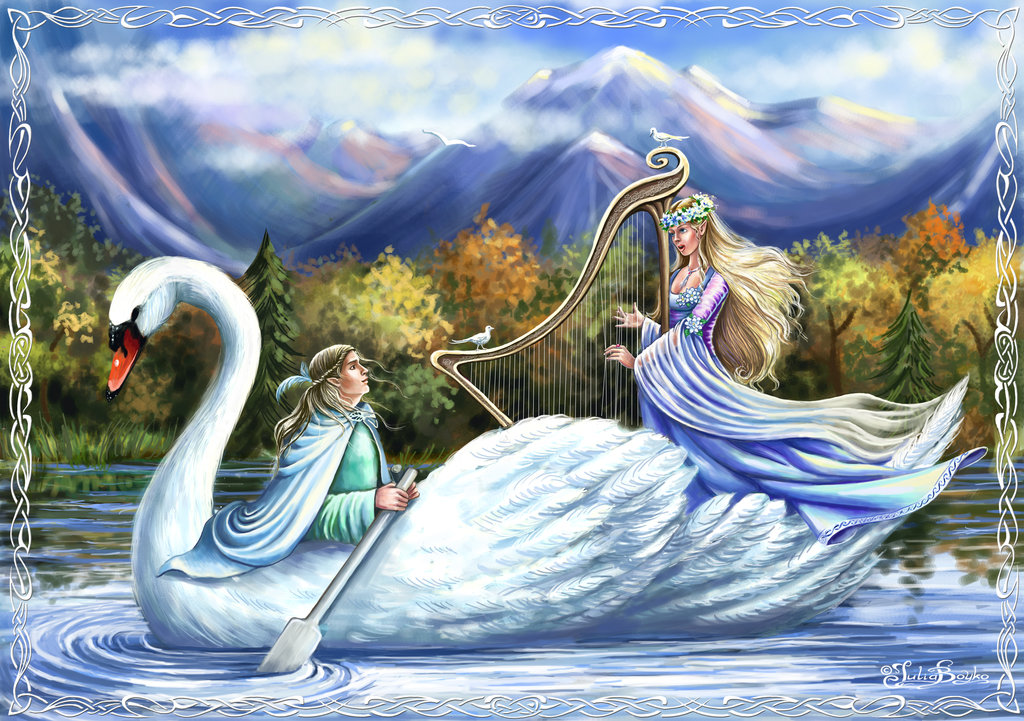
گالادریل و کلبورن

داستان‌های زندگی گالادریل پیش از جنگ حلقه هم در سیلماریلیون و هم در قصه‌های ناتمام دیده می‌شود. او تنها دختر و کوچک‌ترین فرزند فینارفین (شاهزاده نولدور) و ائارون (دختر الوه) و از بستگان دور لوتین بود. برادران بزرگتر او فین‌رود فلاگوند، آنگرود و آئگنور نام داشتند. گالادریل در والینور به دنیا آمد. او توانایی خواندن ذهن دیگران را داشت تا آن‌ها را منصفانه قضاوت کند. او یکی از اعضای خاندان سلطنتی فینوه بود. گالادریل را غالباً زیباترین الف‌ها، چه در آمان و چه در سرزمین میانه، می‌نامیدند.
بر اساس شرح کهن‌تر داستان او که چکیدهٔ آن به‌دست تالکین در راه برای همیشه ادامه دارد نگارش شده و در سیلماریلیون به‌کار رفته است، گالادریل یکی از شرکت‌کنندگان و رهبران مشتاق در شورش نولدور و عزیمت آن‌ها از والینور بود. او «تنها زنی بود که در آن زمان قد عَلَم کرد.» با این حال، گالادریل مدت‌ها بود که راه خود را با فئانور و پسرانش جدا کرده بود. در بلریاند، او با برادرش فین‌رود فلاگوند در نارگوتروند و دربار تینگول و ملیان در دوریات زندگی می‌کرد. در این حکایت، او با کلبورن (یکی از خویشاوندان تینگول) در دوریات ملاقات کرد. گالادریل برخی از اسرار تاریکی از آن دوران را به همراه داشت؛ او بخشی از داستان خشونت‌آمیز سیلماریل‌ها و کشتن فینوه به‌دست مورگوت را به ملیان گفت، اما به قتل‌عام الف‌ها به‌دست خود الف‌ها اشاره نکرد.

### دوران دوم
در ابتدا گالادریل و کلبورن عازم لیندون شدند و در آن‌جا بر گروهی از الف‌ها حکومت کردند و خودشان تحت حاکمیت گیل-گالاد بودند. طبق منبع دربارهٔ گالادریل و کلبورن، آن‌ها سپس به سواحل دریاچه نن اوییال (ایوندیم) رفتند و ارباب و بانوی همه الف‌های اریادور به حساب می‌آمدند. بعداً به سمت شرق حرکت کردند و قلمروی اِرِگیون (هولین) را پایه‌گذاری کردند. آن‌ها با یکی از سکونتگاه‌های ناندوری‌ها در دره رودخانهٔ آندوین که به لوتلورین تبدیل شد، ارتباط برقرار کردند. کلبورن و گالادریل در مقطعی ارگیون را ترک کردند و در لوتلورین ساکن شدند. بر اساس برخی از روایت‌های تالکین، آن‌ها برای مدتی طی دوران دوم فرمانروای لوتلورین شدند؛ اما در همهٔ روایت‌ها پس از ناپیدا شدن آمروث در میانهٔ دوران سوم، به لورین بازگشتند تا حکومت آن‌جا را به دست گیرند. کلبورن و گالادریل صاحب دختری به نام کلبریان شدند که با الروندِ نیمه‌الف از ریوندل ازدواج کرد.
در دوران دوم که حلقه‌های قدرت ساخته شدند، گالادریل به آناتار (استاد بزرگی که هنر حلقه‌ها را به کلبریمبور آموزش داد) سوء ظن داشت. در این مورد هم طبق برخی از روایت‌ها، کلبریمبور از دیدگاه گالادریل نافرمانی کرد و قدرت را در اِرِگیون به دست گرفت. در نتیجه، گالادریل از طریق دروازه‌های موریا به لورین رفت، اما کلبورن از ورود به قلعه دورف‌ها امتناع ورزید و در مکان کنونی خود ماند. بی‌اعتمادی گالادریل موجه بود، زیرا معلوم شد که آناتار همان ارباب تاریکی، سائورون، است. هنگامی که سائورون به اِرِگیون حمله کرد، کلبریمبور، ننیا (یکی از سه حلقه الف‌ها) را به گالادریل سپرد. کلبورن و الروند به هم پیوستند؛ با این حال نیروی آن‌ها نتوانست ارگیون را نجات دهد اما موفق شدند به ایملادریس بگریزند. وقتی جنگ تمام شد، کلبورن و گالادریل دوباره به هم رسیدند. طبق گزارش یکی از متن‌ها، پس از چند سال اقامت در ایملادریس (که طی آن زمان الروند برای نخستین بار کلبریان را دید و عاشق او شد)، دلتنگی و اشتیاق به دریا در گالادریل چنان شدید شد که این زوج به بل‌فالاس رفتند و در مکانی که بعدها دول آمروث نامیده شد زندگی کردند.

### دوران سوم
در یاران حلقه، پس از جان سالم به در بردن یاران در موریا، گالادریل در لوتلورین از آن‌ها استقبال کرد. هنگامی که او با یاران در خانه درختی‌اش ملاقات کرد، به هر یک از اعضا نگاه دقیقی انداخت و عزم آن‌ها سنجید—اگرچه برومیر این آزمون را نوعی وسوسه تفسیر کرد. زمانی که فرودو بگینز پیشنهاد کرد حلقه را در اختیارش بگذارد، خود گالادریل نیز مورد آزمون قرار گرفت. گالادریل می‌دانست نفوذ تباه‌کننده حلقه او را بزرگ و مخوف خواهد کرد. او امید و آرزوهای آن زمان که او را به سرزمین میانه آورده بود را یادآور شد و از گرفتن حلقه امتناع ورزید. او پذیرفت که روزی قدرت حلقهٔ خودش از بین خواهد رفت و الف‌ها با نابودی حلقه یگانه کمتر و محو خواهند شد و تنها راه نجاتش از افول الف‌ها و سلطهٔ انسان‌ها، بازگشت به والینور است. به‌طور ضمنی و با تأیید نوشته‌های دیگر، گفته می‌شود که با چشم‌پوشی از قدرت، ممنوعیت شخصی او از ورود به والینور لغو شد.